# 宋庚一事件
2021年12月14日下午，即南京大屠杀死难者国家公祭日的第二天，上海震旦职业学院东方电影学院教师宋庚一在《新闻采访》课程中，声称南京大屠杀死亡三十万人的数据缺乏史料支撑、“30万只是一个中国历史小说写作的一个概述”，并表示“我们不应该永远去恨，而是应该反思战争是怎么来的。” 当日晚23时34分，5分钟的剪辑版视频在新浪微博流出，12月15日上午，学校成立工作组进行调查。16日，宋庚一被开除。由于宋庚一是武汉大学新闻学院硕士毕业生，武汉大学一度上了微博热搜。

## 背景
中国抗日战争期間，日軍在南京實施了大屠殺，造成大量平民死亡。其死亡人數在歷史學界中一直存有爭議。加拿大日裔学者若林正认为，目前最可靠且被广泛认可的大屠杀死亡数据是：在整个南京特别行政区内，大屠杀遇难者在4万至20万之间。远东国际军事法庭判决书认定被屠杀的平民和俘虏的总数超过20万人以上，但其中没有包括被抛尸长江和被掩埋的尸体数量。中華人民共和國政府认为至少有30萬人死亡。

## 事件經過
2021年12月14日下午，即南京大屠杀死难者国家公祭日的第二天，上海震旦职业学院东方电影学院教师宋庚一在《新闻采访》课程中質疑了南京大屠杀死亡三十万人的数据，認為它沒有實質史料支持，致使它成了「民間說說」。她還稱那些死難者的身份資訊不足，令30萬這個數字並不可靠。她說道：「如果你沒有名沒有姓沒有身分證號，你這個30萬只是一個中國歷史小說寫作的一個概述」，并表示“我们不应该永远去恨，而是应该反思战争是怎么来的”。這一內容被學生拍攝下來，上傳至微博，引起中國大陸網民熱烈反應和批評。上海震旦职业学院隨後開除該位教師。

## 影響事件

### 对曝光者的网暴
此事引发了宋庚一支持者对视频上传者“@下唐寰化”的人肉网暴、通过电话和短信谩骂，但网暴者却反被集体人肉，有人根据骚扰“@下唐寰化”的人士的手机号码，整理出一个名单，名单包括警察、医生、公务员、学者。17日，山西晋城交警发微博称，将对涉事民警张某“通过手机短信对爱国青年发送不当信息”一事展开调查。

### 李田田事件
曾于2019年10月发文批评基层中小学教育“形式主义”的湖南省湘西土家族苗族自治州永顺县砂坝镇桃子溪村小学语文教师李田田在微博上公开声援宋庚一，結果遭到当地教育局和派出所的警告。教育局和派出所派人前往李田田家，要求其前往精神病醫院治療。2021年12月19日，李田田失聯，據指已被當地教育局和警方強行送入湖南省湘西州精神病院。 12月22日，胡锡进在微博發长文为李田田发声，要求永顺县出来说明情况。随后，李母现身，表示女儿目前安全，住院是家人出于担心的安排。12月26日，李田田出院。隔年1月23日，李田田在個人微信公眾號發文，宣布已經離開家鄉湘西。

### 深圳大学一老师声援
中国共产主义青年团发文赞扬上传宋庚一事件视频的网友后，深圳大學数学与统计学院老师吴远卿在朋友圈转发了《人民日报：不告密不揭发是道德底线》一文，批評舉報宋庚一的學生是小人。深圳大學的學生杨桐林看到吴远卿的轉發後不滿，向學校的校务信箱举报吴远卿。深圳大学党委宣传部接受东方网记者詢問時表示，学校有关部门正在调查中。杨桐林认为，吴远卿在朋友圈转发2015年人民日报文章是断章取义，写诸如“举报老师”“恶意举报老师的小人”等词汇是“将国家的根本底线抛在了对立面”。

## 评论
2021年12月18日，《环球时报》称学生不是“告密者”，而是反对历史虚无主义的“吹哨人”。《人民日報》則在微博上指責涉事老師「枉為人師」，認為她在否定歷史和日軍侵華暴行，「枉為中國人」。除此之外亦指責她在德行上不配「指導下一代」。
亦有人支持宋庚一所說，反思歷史的政治化利用、應該懷疑考證才會有事實做支撐的本意，如律師冉彤認為宋庚一的言論正確，但在中國大陸的政治風氣下，她很容易就被當成有問題者。前北京大學學者夏業良認為，她的講課內容在一個正常國家是容許討論的，因此並沒有大問題。